# Edye Passage
De Edye Passage is een zeestraat in het westen van Brits-Columbia in Canada.

## Geografie
De zeestraat heeft een lengte van ongeveer negen kilometer en ligt tussen Prescott Island en Arthur Island in het noordwesten en Porcher Island, Henry Island en William Island in het zuiden. Het verbindt de Chatham Sound in het noordoosten met de Hecate Strait in het noordwesten.
Het waterlichaam ligt in de mariene ecoregio Noord-Amerikaans Pacifisch Fjordland.

## Geschiedenis
In 1870 werd de zeestraat door kapitein Daniel Pender van de Royal Navy vernoemd kapitein William Henry Edye van de HMS Satellite.